# Liza Lim
Liza Lim   (Perth, 30 d'agost de 1966) és una compositora australiana. Escriu música de concert (tant obres de cambra com orquestrals) així com teatre musical i ha col·laborat amb artistes en projectes d'instal·lació i vídeo. El seu treball reflecteix els seus interessos per la cultura ritual asiàtica, l'estètica de l'art aborigen i mostra la influència de la pràctica musical no occidental.

## Biografia
Liza Lim va néixer a Perth (Austràlia Occidental), de pares xinesos. Ambdós eren metges que durant els seus primers anys van passar temps treballant i estudiant a Brunei, on la van enviar a un internat. Lim n'ha dit que "els ho deu tot". A onze anys, els seus professors del Presbyterian Ladies College a Melbourne la van animar a passar del piano i el violí a la composició. Ella mateixa va considerar el següent a una entrevista:  
Crec que hi va haver un punt quan tenia 11 o 12 anys on alguna cosa es va encendre dins de mi, o quan el so em va encendre, suposo, quan vaig començar a pensar en termes de so i em vaig tornar extremadament sensibilitzada a aquest. Crec que aquell va ser el moment en que d'alguna manera em vaig convertir en compositora. 
Lim ha declarat que ja durant la seva estada a l'institut ja escrivia música per als seus companys, com els integrants del quartet de corda dins del qual ella tocava o la cantant Deborah Kayser, per a la veu de la qual compondria posteriorment les òperes The Oresteia (1991-93), Moon Spirit Feasting (2000) i The Navigator (2008).
Lim va obtenir el seu doctorat en filosofia per la Universitat de Queensland, el seu màster en música per la Universitat de Melbourne (1996) i la seva llicenciatura en arts pel Victorian College of the Arts (1986). Així mateix, ha estudiat composició a Melbourne amb Richard David Hames i Riccardo Formosa, i a Amsterdam amb Ton de Leeuw.

## Carrera professional
La carrera de Lim s'estén al llarg de més de 30 anys, durant els quals les seves obres s'han interpretat a festivals de música arreu del món, com el Holland Festival, el Festival de Lucerna, el Festival de Salzburg, el Festival d'Automne à Paris, el MaerzMusik del Berliner Festspiele, la Biennal de Venècia, els Donaueschinger Musiktage i el Huddersfield Contemporary Music Festival. Aquestes han respost a comandes realitzades per tals institucions com l'Orquestra Filharmònica de Los Angeles (per a la qual va escriure Ecstatic Architecture, obra l'estrena de la qual formà part de la temporada inaugural del Walt Disney Concert Hall), l'Orquestra Simfònica de Sidney, l'Orquestra Simfònica de la Ràdio de Baviera, l'Ensemble Intercontemporain, l'Ensemble Modern, l'Ensemble Musikfabrik, l'Ensemble Contrechamps, el Cikada Ensemble, la BBC Symphony Orchestra, l'Arditti String Quartet, els Neue Vocalsolisten Stuttgart o la Pinakothek der Moderne de Múnic.
Addicionalment, Lim va ser anomenada compositora resident de l'Orquestra Simfònica de Sydney entre 2005 i 2006. D'aquesta estada va sorgir l'obra The Compass, per a gran orquestra, flauta i didjeridú solistes, encomanada conjuntament amb la Bayerischer Rundfunk i estrenada a l'Òpera de Sydney el 23 d'agost de 2006. Lim va comissariar al mateix any la sèrie de concerts «As night softly falls», per a l'Adelaide Festival of the Arts. Similarment, el 2012 s'ocupà del programa musical del primer festival Cutting Edge, a Colònia, dedicat al debat respecte a la circumcisió. Aquest fòrum es va realitzar dins del marc de l'Akademie der Künst der Welt, de la qual Lim és membre.
Altres premis i distincions obtingudes per la compositora inclouen el Paul Lowin Prize que atorga anualment l'Australian Music Center, una beca sènior per part de la Ian Potter Foundation, l'APRA Classical Music Award a Millor Obra Orquestral de l'any 2007 (per la seva fanfàrria Flying Banner) i el Don Banks Music Award, obtingut el 2018. És, així mateix, membre de l'Australian Council of the Arts i de la prestigiosa Order of Australia.
Entre 2007 i 2008, Lim va passar un any a Berlín patrocinada pel Servei Alemany d'Intercambi Acadèmic (DAAD en les seues sigles originals), també com a artista resident, periode durant el qual desenvolupà la susdita òpera The Navigator (2008).
Des de 1986, Lim ha treballat sovint amb membres de l'ELISION Ensemble, una relació que va forjar inicialment com a estudiant al Victorian College of the Arts de la Universitat de Melbourne. Les tres òperes esmentades prèviament van ser compostes en col·laboració amb aquest, així com altres projectes de diversa configuració formal, com són les instal·lacions nocturnes Afterward: From a Tower (1994), Bardo’-i-thos-grol (1994) o The Cauldron: Fusion of the 5 Elements (1996), realitzades en col·laboració amb l'artista interdisciplinari Domenico de Clario.
Paral·lelament a la seva faena compositiva, Lim ha ocupat importants càrrecs acadèmics i docents, treballant a la Universitat de Melbourne en 1991, i, des de 2008, ensenyant Composició i dirigint el Centre for Research in New Music (CeReNeM) de la Universitat de Huddersfield. Així mateix, forma part del Departament de Composició del Sydney Conservatory of Music d'ençà de 2017 i ha desenvolupat la tasca de professora convidada a la Darmstadt Summer School, la Universitat de Califòrnia a San Diego, la Universitat Cornell, el Getty Center i el Festival Àgora de l'Institut de recherche et coordination acoustique/musique, entre altres.
Les partitures de les seves obres són publicades actualment per la Casa Ricordi (Milà, Londres & Berlín). CDs d'aquestes han sigut trets al mercat per part de companyies com Hat Hut, WERGO, ABC-Classics, Dischi Ricordi i Kairos Music.

## Trets compositius i temàtics
Una de les constants més rellevants de l’obra compositiva de Lim és el multiculturalisme, present tant en un vessant d’inspiració per part dels materials, les estètiques i les tradicions socials, musicals i religioses d’altres països com en una reflexió de la seva propia identitat xinesa-australiana, el bagatge cultural que allò comporta i la seva representació abstracta dins de la pràctica artística. Es poden trobar exemples d'aquest pensament, per exemple, en obres com Machine for contacting the dead (1999-2000) o Sonorous bodies (1999), que exploren, encara que «de maneres bastant diferents, diversos aspectes de la quietud meditativa del guqin (cítara xinesa)»; en la peça per ensemble Songs found in dream (2005), parcialment inspirada per una dança silenciosa que la compositora va veure interpretar a un grup aborigen de la comarca d'Aurukun (Queensland) o en la seva «òpera ritual xinesa de carrer» Moon Spirit Feasting (2000), «estructurada al voltant dels rituals del festival de Yulanpen (o "festival dels fantasmes famolencs") tal com es realitzen a Penang (Malasia)», i mesclant les tradicions dialèctiques de l'òpera xinesa amb un llenguatge musical contemporani.

A més a més, Lim ha comentat que el concepte de la "memòria" (entés com la capacitat d'accedir a pensaments, emocions i desitjos del passat), així com la idea d'evocació o de propiciació ritual del món espiritual són temes recurrents al llarg de les seues composicions. Aquest aspecte es veu visibilitzat, per exemple, en la producció i organització escènica de Moon Spirit Feasting a l'Adelaide Festival de l'any 2000 (que va ser, de fet, beneïda al llarg del procés d'assajos per dos monjos budistes). Respecte a aquesta, Lim descriu com:
«...Al llarg de la pasarel·la fluvial que portava al lloc on es realitzava l'actuació hi havien ofrenes d'incens i menjar als fantasmes. Enfrontada a la barcassa hi havia un altar a Chang'e. Directament enfront d'aquest, una taula havia sigut parada per als "vuit immortals", proporcionant als esperits del millor punt d'observació per visionar l'òpera i amb un banquet de fideus, arrós, porc, panets, dolços i llaunes de Guinness desplegat.»
Una altra de les preocupacions principals de Lim com a artista és el llenguatge i la llengua, particularment en la mesura en què aquests determinen la nostra percepció cultural i identitària, així com «la seua formació, perdua i... (la idea de) la llengua com una possessió preuada». Una de les seves peces principals que tracten aquest subjecte és el cicle per soprano i ensemble Mother tongue (2005), inspirat en una llista de 92 paraules en l'idioma yotayota dels aborígens australians que el lingüista Stephen Morey, amic seu, havia participat en compilar, basant-se en els records de vellesa d'una de les últimes parlants d'aquest com a llengua materna.

A un nivell més formal, Lim es declara interessada en l'exploració tímbrica, considerant la «utilització expressiva dels colors instrumentals i les seues transformacions» com altra constant en el seu treball. Relacionat amb aquesta mentalitat amb els seus efectes dins la seva dinàmica de treball, diu:
«Sempre estic buscant sons que reflexin un apropament individualitzat i personal a la seva producció. Vull escoltar el "dialecte" del tacte d'un intèrpret i la seva sensibilitat, més que un apropament més estandaritzat al procés del llenguatge musical. És per això que la meua col·laboració amb intèrprets particulars i la sintonització musical que es fa possible mitjançant un procés de treball compartit ha sigut tan central a la meua obra.»

## Vida personal
Lim viu actualment entre Melbourne i la ciutat anglesa de Huddersfield. Es troba casada amb Daryl Buckley, director artístic de l'ELISION Ensemble.

## Llistat complet d'obres

### Música escènica
- 1991–93 The Oresteia. A Memory Theatre, òpera
- 1991–99 Yuè Lìng Jié (Moon Spirit Feasting), «òpera ritual xinesa de carrer» («Chinese ritual street opera»), amb llibret de Beth Yahp
- 2008 The Navigator, òpera per 5 cantants, 16 instruments i electrònica, amb llibret de Patricia Sykes
- 2016 Tree of Codes, òpera per a soprano, baríton, setze instruments i electrònica
- 2018 Atlas of the Sky, en part òpera, en part ritual col·lectiu per soprano, tres percussionistes i "multitud"

### Obres per orquestra
- 1994–95 Sri-Vidya, Utterances of Adoration per a cor i orquestra
- 2001–02 Ecstatic Architecture, comandada per la temporada inaugural del Walt Disney Concert Hall
- 2004 Immer Fliessender (Ever Flowing), una peça d'acompanyament per a la Simfonia nº9 de Gustav Mahler.
- 2005 Flying Banner, after Wang To, fanfarria per a orquestra
- 2005–06 The Compass per a orquestra amb flauta i didjeridú solistes
- 2010 Pearl, Ochre, Hair String
- 2010 The Guest per orquestra amb flauta de bec solista
- 2019-22 Annunciation Triptych
- World as Lover, World as Self, per a orquestra amb piano solista
- 2023 Sallutations to the Shells, fanfarria per a orquestra

### Música de cambra

#### per a ensemble petit (2 a 9 intèrprets)
- 1989 Voodoo Child per soprano solista, flauta/flautí, clarinet, violí, violoncel, trombó, piano i percussió, amb textos poètics de Safo
- 1990 Diabolical Birds per a flautí, clarinet baix, piano, violí, violoncel i vibràfon
- 1995 Street of Crocodiles per a flauta, oboè, saxo contralto, trombó contralto, címbal hongarès, violí, viola, violoncel i violoncel barroc
- 1995-1996 Gothic per a tres violins, dues violes, dos violoncels i contrabaix
- 1996 Inguz (Fertility) per a clarinet en La i violoncel
- 1997 The Heart's Ear per a flauta/flautí, clarinet i quartet de cordes
- 1998 Koto per a flauta/flautí, oboè d'amor, fliscorn, koto, viola, dos violoncels i percussió
- Anactoria per a sis percussionistes
- 1999 Hell per a quartet de cordes
- 1999 Veil per a flauta/flauta baix, clarinet baix, trompeta en Do, violí, violoncel, piano i percussió
- 1999-2000 Spirit Weapons (Part II) per clarinet contrabaix i tres percussionistes
- 1999 Sonorous Bodies per a koto i veu solista, en col·laboració amb l'artista videogràfica Judith Wright
- 2000 Ming Qi (Bright Vessel) per a oboè i percussió
- 2004 In the Shadow's Light per a quartet de cordes, obra comissionada pel Festival d'automne à Paris i el Kairos Quartett
- 2004–05 The Quickening per a soprano i guqin, obra comissionada pel Festival d'Automne à Paris
- 2005 Songs Found in Dream per a oboè, clarinet baix, saxo contralto, trompeta, viola, violoncel i dos percussionistes
- 2006 Shimmer Songs per a quartet de cordes, harpa i tres percussionistes
- 2007 Sensorium per a soprano, flautes de bec en Do (tenors), harpa barroca i viola d'amor
- 2008 Ochred String per a oboè, viola, violoncel i contrabaix
- 2010 Ehwad (journeying) per a trompeta i percussió
- 2013–14 The Weaver's Knot per a quartet de cordes amb scordatura
- 2014 Winding Bodies: 3 Knots per a flauta contralto, clarinet baix, piano, percussió, violí Hardanger noruec, violí, viola, violoncel i contrabaix
- 2016 The turning dance of the bee per a flauta/flautí/flauta contralto, clarinet baix, piano, percussió, violí i violoncel
- 2016 Ronda - The Spinning World per a trompa, trompeta, trombó, harpa, percussió, violí, viola, violoncel, contrabaix i "plàsticas sonoras" (instruments construïts per Walter Smetak, substituibles per altres instruments de construcció domèstica)
- 2018 Pharmakon per a dos trombons tenor-baix

- 2020 Ash - Music for the Eremozoic per a quartet de saxofons

- 2022 String Creatures per a quartet de cordes (Violí I amb una corda d'octava baixa)

#### per a ensemble gran (10 a 30 intèrprets)
- 1996 The Alchemical Wedding per a vint-i-dos instruments
- 1988–89 Garden of Earthly Desire per a onze músics (incloent-hi guitarra elèctrica, mandolina i harpa)
- 1993 Li Shang Yin per a soprano de coloratura i quinze instruments
- 2001 Machine for Contacting the Dead per a vint-i-set instruments, amb clarinet baix/contrabaix i violoncel solistes
- 2005 Mother Tongue per a soprano i quinze instruments, amb textos poètics de Patricia Sykes
- 2006 City of Falling Angels per a dotze percussionistes
- 2010–11 Tongue of the Invisible, per a pianista improvisant, baríton i setze instruments
- 2015 Speak, Be Silent per a violí solista i quinze músics
- 2016 How Forests Think per a deu músics
- 2018 Extinction Events and Dawn Chorus per a dotze músics
- 2023 Multispecies Knots of Ethical Time per a intèrpret gestural, quinze músics i col·laboració fílmica amb un riu
- 2023 The Tailor of Time per a vint-i-tres músics, amb oboè/oboè d'amor/oboè baix i harpa solistes

### Obres solistes
- 1992 Amulet per a viola solista
- 1995 Burning house per a koto i veu (1 intèrpret solista)
- 1997 Philtre for Hardanger per a violí fiddle o amb scordatura solista
- 1999-2000 Spirit Weapons (Part I) per violoncel solista
- 2007 Wild Winged One per trompeta solista
- 2007 Weaver of Fictions per a flauta de bec Ganassi contralto solista
- 2007 The Long Forgetting per a flauta de bec Ganassi tenor solista
- 2008 Well of Dreams per a trombó contralto solista
- 2008 Sonorous Body per a clarinet en Si♭ solista
- 2008 The Four Seasons (after Cy Twombly) per a piano solista
- 2009 Invisibility per a violoncel solista (amb dos arcs)
- 2011 Love Letter per a tambor de mà solista
- 2011 Gyfu (gift) per a oboè solista
- 2012-13 Axis Mundi per a fagot solista
- 2014 The Green Lion Eats the Sun per a bombardí de doble campana solista
- 2014 The Green Lion Eats the Sun (versió per a trombó de doble campana, realitzada per Ben Marks)
- 2015 Rug Music per a harpa solista
- 2016 an ocean beyond earth per a violoncel preparat solista
- 2017 An Elemental Thing per a bloc de fusta solista
- 2017 Roda - The living circle per a trompeta solista
- 2017 The Table of Knowledge per a contrabaix preparat solista (amb veu)
- 2017 The Su Song Star Map per a violí solista
- 2019 The Su Song Star Map (versió per a viola solista)
- 2019 bioluminescence per a flauta solista
- 2020 Dianna per a trompa solista
- 2020 Microbiome per a clarinet baix solista
- 2020 Sex Magic per a flauta contrabaix solista (amb ocarina contralto, "xiulet de la mort" azteca, campana i bombo de pedal), electrònica i una instal·lació de percussió kinètica
- 2021 The Slow Moon Climbs; the deep (versió de "The Slow Moon Climbs", de Sex Magic, arrenjada per flauta solista)
- 2021 ‘Cello playing ~ as Meteorology per a violoncel solista (amb dos arcs)
- 2021-22 One and the Other (Speculative Polskas for Karin), per a violí solista (amb corda d'octava baixa)
- 2022 Nautilus per a contraforte solista
- 2022 Transcendental Étude per a piano solista (amb shruti opcional)
- 2023 Shallow Grave, per trompa de ceràmica "neolítica" i trompeta contralto (1 intèrpret)

### Projectes d'instal·lació
- 1994 Afterward: From a Tower (a translation), instal·lació performàtica de 7 nits, en col·laboració amb Domenico de Clario i 4 cantants
- 1994–95 Bar-do'i-thos-grol, instal·lació performàtica de 7 nits, basada en el Llibre Tibetà dels Morts, en col·laboració amb Domenico de Clario i l'ELISION Ensemble
- 1996 The Cauldron – Fusion of the 5 Elements, instal·lació performàtica nocturna, en col·laboració amb Domenico de Clario
- 1999 Sonorous Body, instal·lació videogràfica amb koto, en col·laboració amb l'artista Judy Wright
- 2005 Glass House Mountains, instal·lació en col·laboració amb l'artista Judy Watson
- 2008 TON, ‘scena’ per a esculptures mòbils, públic i músics, en col·laboració amb Sabrina Hoelzer i Volker Maerz
- 2011 Escalier du Chant, intervencions arquitectòniques amb actuació, en col·laboració amb Olaf Nicolai

### Altres fonts
- Aquest article conté algunes traduccions derivades de «Liza Lim» de Vuiquipèdia en anglès, publicada pels seus editors baix la Llicència de documentació lliure de GNU y la Llicència Creative Commons Atribució-CompartirIgual 4.0 Internacional.
- La pàgina web oficial de Liza Lim
- Les seccions dedicades a Lim en la pàgina web de l’Elision Ensemble, en la de la Casa Ricordi i en la de l’Institut de recherche et coordination acoustique/musique. Encara que les dues primeres ja no existeixen, ens son accesibles mitjançant la Wayback Machine.